# 基斯滕施特克利山
46°49′1″N 9°01′10″E / 46.81694°N 9.01944°E

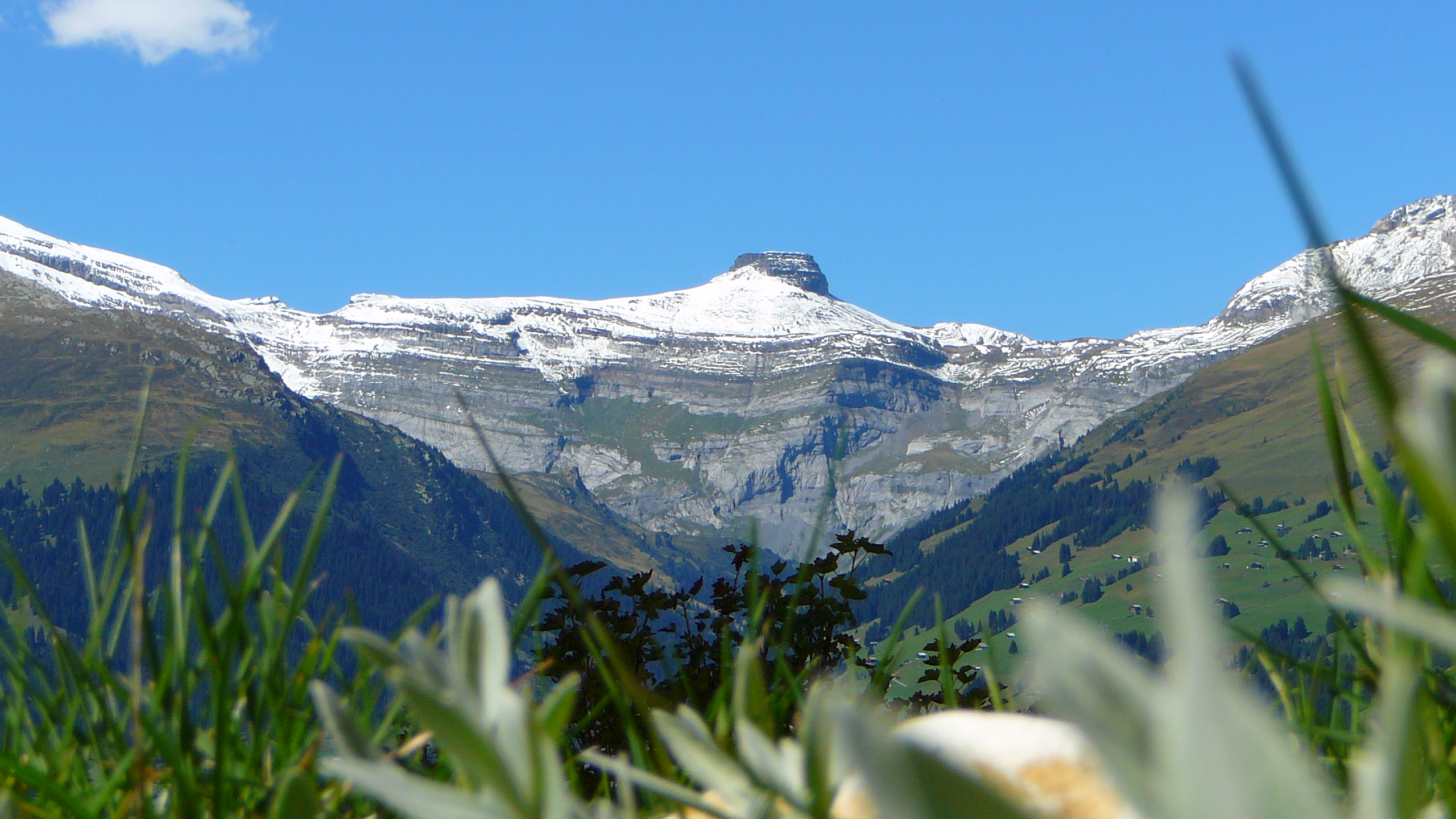

基斯滕施特克利山（Muot da Rubi），是瑞士的山峰，位於該國東南部，由格勞賓登州負責管轄，屬於格拉魯斯山的一部分，距離比弗滕施托克山1.6公里，海拔高度2,747米。